# 가나의 혼인잔치

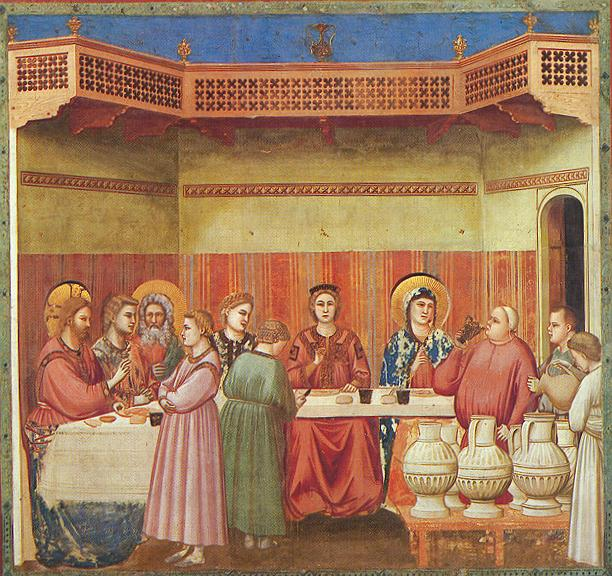
14세기의 조토 디 본도네의 작품: Marriage at Cana

가나의 혼인잔치는 기독교에서 물을 포도주로 바꾼 요한 복음서에 나오는 최초의 예수의 기적 이야기이다.
성경에 따르면 예수와 그의 제자들은 혼인잔치에 초대 받았는데, 포도주가 떨어지자 예수는 물을 포도주로 바꾸는 기적을 일으켰다.
가나의 정확한 위치는 성경학자들과 고고학자들 사이에 분분한데, 갈릴리 안의 마을 몇 군데가 그 후보 지역들이다.

## 같이 보기
- 예수의 기적